# 永恒國際
永恒國際股份有限公司，簡稱永恒國際股份，以及永恒國際（英語：Eternite International Company Limited，港交所除牌時8351.HK），在1999年由蘇鎮楷創立一家專門在香港經營各類珠寶店。
而曾在2009年10月7日於香港交易所創業板上市，招股價為0.25港元，發行股份為160,000,000股，集資額為40,000,000港元。到了2009年中，集團被Fulllink Management進行配售股份，涉及款項為54,525,000港元，以及進行收購「俊文寶石店」股權。
而在2011年10月28日，正式更名為俊文寶石國際有限公司。

## 連結
- Eternity-Jewelry.com （页面存档备份，存于）